# Jacques Van der Schueren
Jacques, baron van der Schueren, né le 30 juillet 1921 à Alost et décédé le 24 juin 1997 à Anderlecht, fut un administrateur de sociétés et homme politique belge libéral. 

## Biographie
Jacques Van der Schueren était ingénieur brasseur de formation et se détourna des affaires familiales pour entrer en politique.
Il fut ministre extra-parlementaire des affaires économiques dans le Gouvernement Gaston Eyskens III (58-61) et député (1949-1958;1961-1964).
Il fut vice-gouverneur de la Société générale de Belgique, président de Tractebel et de Distrigaz, président des Amis de l'Institut Jules Bordet

## Liens familiaux
Van der Schueren est le gendre du ministre d'État Albert Devèze.

## Distinctions
- commandeur de l'ordre de Léopold
- officier de l'ordre de la Couronne
- grand-croix de l'ordre d'Orange-Nassau
- grand-croix de l'ordre de la Couronne de chêne
- grand-croix de l'ordre du Phénix de Hohenlohe
- grand officier de l'ordre de l’Étoile polaire
- médaille du volontaire de Guerre 40-45
- médaille commémorative de la Guerre 40-45

Il fut élevé (à titre posthume) au rang de baron par le roi Albert II de Belgique en 1998.